# Tres Días de Amberes
Los Tres Días de Amberes fue una carrera ciclista por etapas disputada en seis ocasiones de 1954 a 1960 en Amberes, en Bélgica.

## Palmarés
| Año  | Vencedor         | Segundo         | Tercero           |
| 1954 | Wim van Est      | Guido De Santi  | Hugo Koblet       |
| 1955 | Germain Derijcke | René Mertens    | André Vlayen      |
| 1956 | Rik Van Looy     | Raymond Impanis | Wim van Est       |
| 1957 | Leon Van Daele   | Gilbert Desmet  | Joseph Planckaert |
| 1958 | André Vlayen     | Rik Van Looy    | Frans Aerenhouts  |
| 1960 | Eddy Pauwels     | Rolf Wolfshohl  | Louis Troonbeckx  |